# Code postal au Nigeria
Le Code postal au Nigéria est numérique, composé de six chiffres. 
Le Nipost (Nigerian Postal Service), service postal nigérian, divise le pays en neuf régions, qui constituent le premier chiffre du code.
Les deuxième et troisième chiffres, combinés avec le premier, forment le district pour le tri sortant. 
Les trois derniers chiffres représentent le lieu de livraison. Un lieu de livraison peut être l'un des lieux suivants: un bureau de poste, une zone rurale ou une zone urbaine.
Le code postal le plus bas est 100001 et le plus élevé est 982002.
Le principal siège postal de chaque région a un code postal se terminant par 0001. 
| 440001 Abia        | 640001 Adamawa | 520001 Akwa Ibom | 420001 Anambra | 740001 Bauchi | 561001 Bayelsa | 970001 Benue   | 600001 Borno                           |
| 540001 Cross River | 320001 Delta   | 840001 Ebonyi    | 300001 Edo     | 360001 Ekiti  | 400001 Enugu   | 760001 Gombe   | 460001 Imo                             |
| 720001 Jigawa      | 700001 Kaduna  | 800001 Kano      | 820001 Katsina | 860001 Kebbi  | 260001 Kogi    | 240001 Kwara   | 100001 Lagos                           |
| 962001 Nassarawa   | 920001 Niger   | 110001 Ogun      | 340001 Ondo    | 230001 Osun   | 200001 Oyo     | 930001 Plateau | 500001 Rivers                          |
| 840001 Sokoto      | 660001 Taraba  | 320001 Yobe      | 860001 Zamfara |               |                |                | 900001 Federal Capital Territory (FCT) |